# سیارک ۴۵۵۴
سیارک ۴۵۵۴ (به انگلیسی: 4554 Fanynka، نامگذاری:1986UT) چهار هزار و پانصد و پنجاه و چهارمین سیارک کشف شده‌است که در ۲۸ اکتبر ۱۹۸۶ کشف شد.
قدر مطلق سیارک برابر ۱۱٫۴۰ است.